# Landschaftsschutzgebiet Untere Leitzach
Koordinaten: 47° 52′ 15″ N, 11° 50′ 36″ O

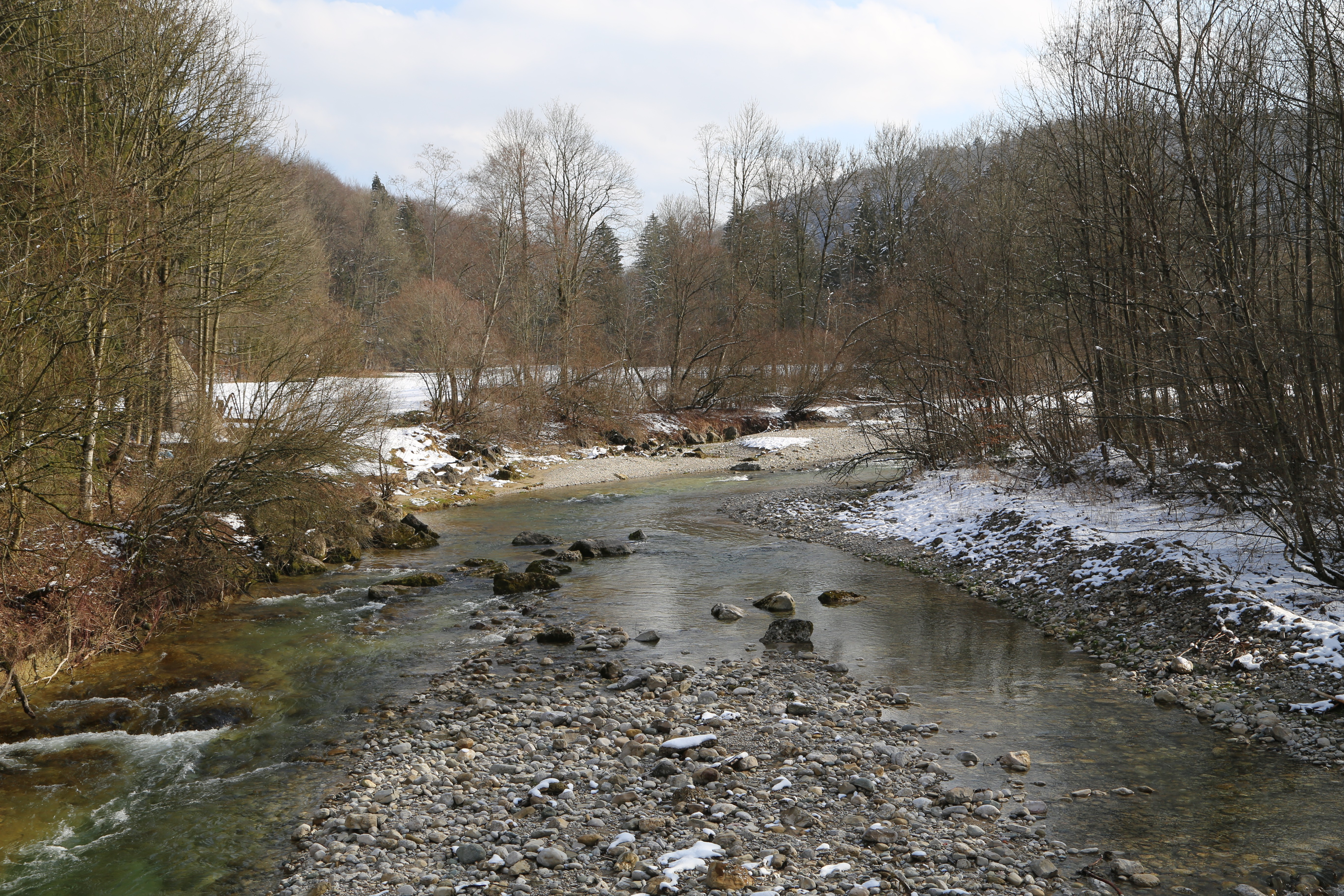
Die Leitzach bei Esterndorf (2016)

Das Landschaftsschutzgebiet Untere Leitzach liegt im oberbayerischen Landkreis Miesbach. 
Das 91,0 ha große Gebiet, das im Jahr 2001 unter der Nr. LSG-00551.01 als Landschaftsschutzgebiet ausgewiesen wurde, erstreckt sich auf dem Gebiet der Gemeinde Weyarn nordöstlich des Weyarner Gemeindeteils Esterndorf entlang der Leitzach. Westlich des Gebietes verläuft die Kreisstraße MB 17 und südlich die A 8. Südlich erstreckt sich das 532,5 ha große Landschaftsschutzgebiet Seehamer See mit Wattersdorfer Moor mit dem 147 ha großen Seehamer See.